# Daniel Senn
Daniel Senn (* 17. September 1983) ist ein ehemaliger Schweizer Fussballspieler.
Er ist Verkaufsleiter bei einer Versicherung im Glarnerland.

## Karriere

### Verein
Senn begann seine Karriere beim FC Freienbach, bevor er im Jahr 1996 in die Nachwuchsabteilung des Grasshopper Club Zürich wechselte.
Er absolvierte insgesamt 51 Spiele für den FC St. Gallen und den FC Schaffhausen in der höchsten Schweizer Fussball-Liga (Raiffeisen Super League). Dabei gelangen ihm sechs Treffer. Sein Debüt in der NLA gab er am 24. November 2002 im Trikot des FC St. Gallen beim 2:1-Auswärtssieg in Bern gegen die Young Boys.
Daniel Senn hatte im schwierigen Herbst 2002 unter Thomas Staub erste Einsätze im Fanionteam des FC St. Gallen und war  beim Heimsieg gegen die SR Delémont auch Torschütze zum 3:0-Schlussstand. Heinz Peischl hatte ihn dann nach Amtsantritt offiziell ins Kader der NLA-Mannschaft befördert. Ab Mitte April 2003 fehlte Senn verletzt und kam dann nur zum Saisonabschluss beim FC Luzern noch einmal zum Einsatz.
Senn wurde an den FC Schaffhausen ausgeliehen, um mehr Spielpraxis sammeln zu können. Dort schaffte er 2004 den Aufstieg und wurde später vom FCS auch übernommen. Daniel Senn wurde Schaffhauser Aufstiegs-Torschütze, er erzielte im entscheidenden Heimspiel gegen den FC Chiasso in der 90. Minute das 3:2. Zweieinhalb Monate später, beim 3:2-Sieg gegen den FCSG vor 5500 Zuschauern, dem ersten grossen Triumph der Schaffhauser nach der Rückkehr in die NLA, traf Senn zum 1:0. Ende September fiel Senn mit einem Wadenbeinbruch aus und fehlte bis Jahresende 2004. Ende September 2005 führte ein Ermüdungsbruch im Fuss zu einem längeren Ausfall, danach wurde Senn nur noch unregelmässig eingesetzt, im Herbst 2006 kam er auf gerade noch drei NLA-Spiele. Davor hatte Senn im Juni 2005 im Barrage-Rückspiel beim FC Vaduz das einzige Tor erzielt und Schaffhausen eine weitere NLA-Saison gerettet.
Im Januar 2007 wurde Daniel Senn dem FC Winterthur ausgeliehen, für den er bis 2009 in zweieinhalb Jahren 47 NLB-Spiele bestritt. Seit Sommer 2009 spielte er beim FC Tuggen. 16 Tore schoss er dort in der ersten Saison in der 1. Liga, dazu traf er auch im Schweizer Cup beim 4:1-Sieg gegen den FC Schaffhausen. 14 Tore trug Daniel Senn in der Saison 2011/2012 zum Aufstieg in die neue 1. Liga Promotion bei. Im November 2011 brachte sein Ausgleichstreffer im Cup-Achtelfinal gegen Sion den Walliser Super-League-Vertreter ins Wanken.
Zwischen 2018 und 2023 war er Sportchef beim Drittligisten FC Glarus.

### Nationalmannschaft
Er bestritt ein Länderspiel für die  U–21–Nationalmannschaft (19. Juli 2005 gegen Katar in Vevey, 1:2-Niederlage).